# Étoile de population I
En astronomie, on nomme étoiles de population I, des étoiles riches en métaux (c’est-à-dire en éléments autres que l'hydrogène et l'hélium), dont l'âge varie d'environ 0 à 10 milliards d'années. La quasi-totalité des étoiles actuellement observées sont de population I.
Les étoiles de population I ont été formées à partir de la matière éjectée lors de l'explosion de supernovae. Ces étoiles sont communes dans les bras des galaxies spirales comme notre galaxie. Le Soleil en est un exemple.
En 1944, les étoiles de notre galaxie furent classées en deux populations stellaires par Walter Baade, l'autre étant les étoiles dites de population II. Elles sont très vieilles et pauvres en métaux. On en connaît une centaine dans les amas globulaires et dans le halo des galaxies.
Plus tard, une autre catégorie a été ajoutée, ce sont les étoiles dites de population III qui se seraient formées juste après le Big Bang. Les théories prédisent qu'elles ne seraient formées que d'hydrogène et d'hélium. À ce jour (début 2021), aucune étoile possédant cette composition chimique n'a été détectée.